# Musza bursai szultán
Musza (1388 – 1413. július 10.) bursai szultán (1411/1412 – 1413) volt, az Oszmán Birodalom részuralkodója az interregnum alatt.

## Élete

### Ifjúkora
Musza 1388-ban született I. Bajazid fiaként. Neve a Mózes név arab/török megfelelője.

### Trónrajutása
Miután édesapja Angoránál Timur Lenk fogságába esett (1402-ben) és a következő évben, 1403-ban meghalt, Musza a testvéreivel, Mehmeddel, Iszával és Szulejmánnal szemben igyekezett minél nagyobb részt biztosítani magának az örökségből. Mint bursai szultán uralkodott területe felett. A hadsereg őt ismerte el szultánnak.
Trákiában és a bizánci császársággal szemben helyreállította az oszmánok tekintélyét és II. Mánuel császárt adófizetésre kötelezte. Ezután a Muszával elégedetlen Mánuel Musza vetélytársával, Mehmed trónkövetelővel kötött szövetséget.

### Halála
Musza seregét a szerbek által támogatott Mehmed  1413. július 10-én a csomorlui síkon (Szófia mellett) szétverte. Musza futás közben vesztette életét, a trón pedig Mehmedre szállt.